# Харрис, Вивиан
Вивиан Харрис (англ. Vivian Harris; 17 июня 1978, Джорджтаун, Гайана) — гайанский боксёр-профессионал, выступающий в 1-й полусредней весовой категории. Чемпион мира в 1-й полусредней (версия WBA, 2002—2005) весовой категорияи.

## 1997—2004
Дебютировал в ноябре 1997 года.
В октябре 2002 года Харрис нокаутировал во 2-м раунде чемпиона мира в 1-м полусреднем весе по версии WBA Диосбелиса Уртадо.
В июле 2003 года он победил по очкам непобеждённого Сулеймана Мбэя.
В апреле 2004 года Харрис в Германии решением большинства голосов судей победил местного турка Октая Уркала.
В октябре 2004 года вновь в Германии состоялся 2-й бой между Харрисом и Уркалом. На этот раз гайянец нокаутировал претендента в 11-м раунде.

## 2005-06-25Карлос Маусса —Вивиан Харрис
- Место проведения:  Боардуолк Холл, Атлантик-Сити, Нью-Джерси, США
- Результат: Победа Мауссы нокаутом в 7-м раунде в 12-раундовом бою
- Статус:  Чемпионский бой за титул WBA в 1-м полусреднем весе (4-я защита Харриса)
- Рефери: Эрл Браун
- Время: 0:43
- Вес: Маусса 63,00 кг; Харрис 63,00 кг
- Трансляция: HBO PPV
- Счёт неофициального судьи: Харольд Ледерман (58—56 Маусса)

В июне 2005 года Вивиан Харрис вышел на ринг против колумбийца Карлоса Мауссы. В начале 7-го раунда колумбиец встречным левым хуком попал в челюсть Харрису. Тот попятившись, упал на канвас возде канатов. Маусса добавил по лежащему противнику ещё сверху правый свинг, который пришёлся в канат. Рефери оттащил колумбийца от чемпиона. Харрис не успел подняться на счёт 10. Рефери зафиксировал нокаут. Поединок проходил в рамках шоу, организованного телеканалом HBO, главным событием которого был бой Флойд Мейвезер — Артуро Гатти.

## 2006
В июле 2006 года Харрис нокаутировал в 7-м раунде бывшего чемпиона мира в лёгком весе по версии WBC Стиви Джоностона.

## 2007-02-10Вивиан Харрис —Хуан Лацкано
- Место проведения:  Мандалей Бэй Ресорт энд Касино, Лас-Вегас, Невада, США
- Результат: Победа Харриса единогласным решением в 12-раундовом бою
- Статус:  Отборочный бой за титул WBC в 1-м полусреднем весе
- Рефери: Тони Уикс
- Счет судей: Чак Джиампа (115—112), Дейв Моретти (115—112), Джерри Рот (114—113) — все в пользу Харриса
- Вес: Харрис 63,00 кг; Лацкано 63,00 кг
- Трансляция: HBO
- Счёт неофициального судьи: Харольд Ледерман (115—112 Харрис)

В феврале 2007 года состоялся отборочный бой за титул WBC в 1-м полусреднем весе между Вивианом Харрисом и мексиканцем Хуаном Лацкано. В середине 12-го раунда Лацкано провёл серию ударов ниже пояса. Рефери снял с мексиканца одно очко. В близком бою Харрис одержал победу единогласным решением судей.

## 2007
В сентябре 2007 года Харрис в Великобритании проиграл нокаутом в 7-м раунде чемпиону мира в 1-м полусреднем весе по версии WBC местному бойцу Джуниору Уиттеру.